# Felix Anudike-Uzomah
Felix Anudike-Uzomah (Kansas City, Misuri; 24 de enero de 2002) es un jugador profesional estadounidense de fútbol americano, se desempeña en la posición de defensive end en Kansas City Chiefs, en la National Football League (NFL).

## Carrera
Hizo su debut profesional con el equipo Kansas City Chiefs, lleva jugando una temporada, comenzó en el 2023.